# マスクラット

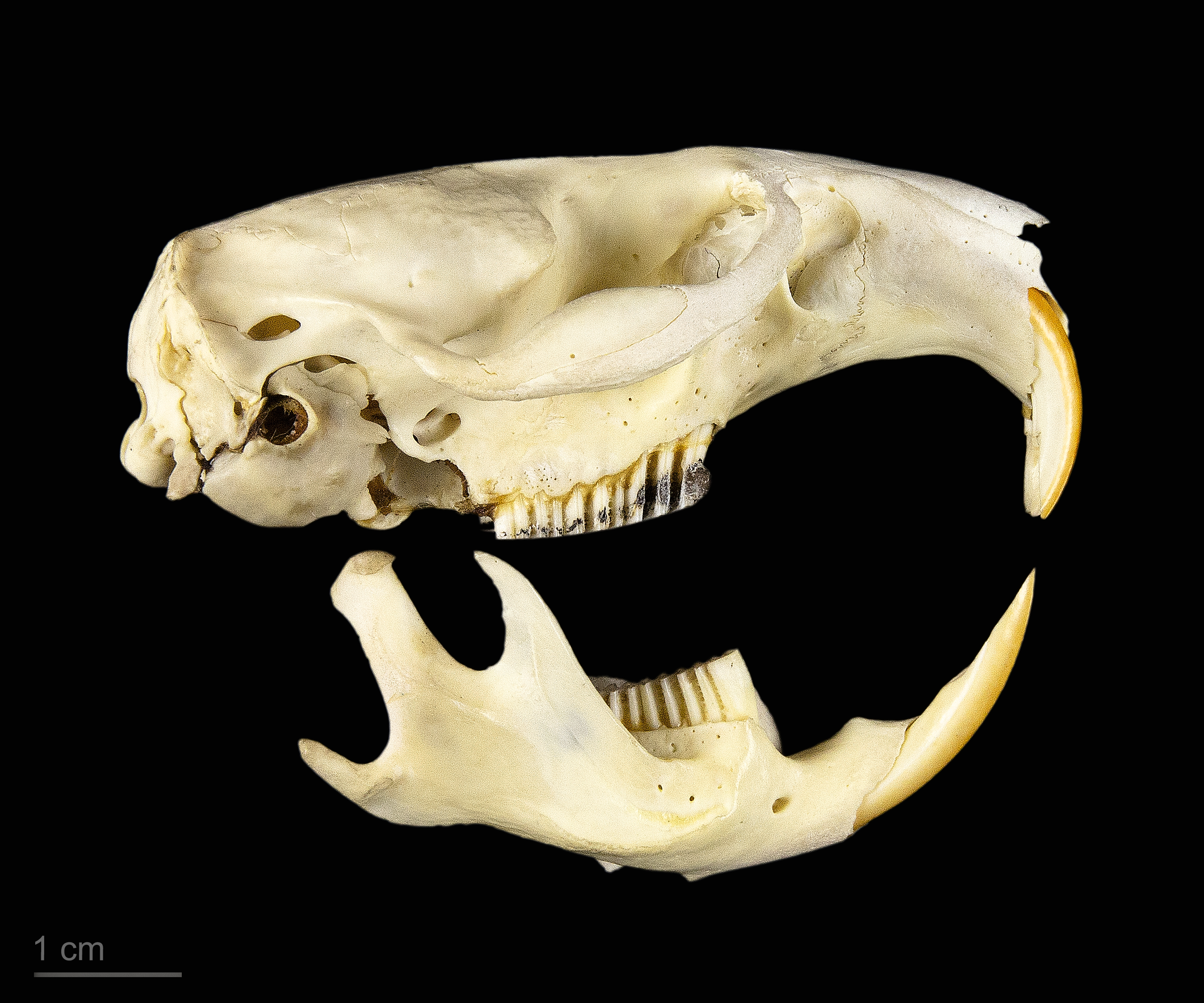
Ondatra zibethicus

マスクラット（Ondatra zibethicus）は、ネズミ科マスクラット属に分類される齧歯類。本種のみでマスクラット属を構成する。

## 分布
アメリカ合衆国、カナダに自然分布。ヨーロッパ、ロシア、日本（埼玉県中川水系、千葉県市川市、東京都葛飾区の水元公園）などに移入。

## 形態
体長30.2-30.3センチメートル。尾長21.8-23.3センチメートル。柔らかく短い体毛で密に被われる。毛衣は褐色や黒褐色、黒。
趾には短毛が密生する。尾は側偏し、泳ぐ時には舵の役割を果たしていると考えられている。腹部に臭腺[肛門腺]があり、ここから分泌される匂いが麝香（Musk）に似ていることが名前の由来。かつて英名を直訳してジャコウネズミと呼んだこともあるが、トガリネズミ科のジャコウネズミと紛らわしいことから、今日ではこの呼称は文学作品の翻訳で見かけるぐらいである（「ニオイネズミ」という和名も以前はしばしば用いられたが、同様に現在ではあまり用いられなくなっている）。臭腺から発せられる匂いはディスプレイやマーキングに役立つと考えられている。
歯式は、1/1・0/0・0/0・3/3＝16。

## 生態
沼などに生息する。河川に生息することは少ない。陸に上がることは少ない。入口が水中にある巣を作り沼地では水中に植物を積みあげた塚を作りその中に、河川では水辺に横穴を掘って巣穴にする。
食性は雑食で、草、水生植物、魚類、甲殻類、貝類などを食べる。
繁殖形態は胎生。妊娠期間は25-30日。1回に1-11頭の幼獣を5-6回に分けて産む。南部個体群は周年繁殖（主に3、11月）する。寿命は3年。
形態、生態ともヌートリアによく似ており、混同されることも多い。

## 人間との関係
毛皮目的で狩猟されたり養殖されることもある。
日本国外では堤防を決壊させた被害例もある。イギリスでは完全駆除に成功した。日本では1943年に江戸川区の養鶏業者によって毛皮用に養殖されていたが、第二次世界大戦後に放逐され江戸川周辺で野生化した。都市化、開発によるハス畑や池沼、湿地の減少などにより生息数は減少している。
ハス（レンコン）等の農作物、マコモ・ヨシ・カラシナなどの水生植物などの生態系への懸念、日本国外では堤防を決壊させるなどの被害例があることから、2006年に外来生物法により特定外来生物に指定された。